# Kevin Wong
Kevin Kahn Wong (Honolulu, 12 september 1972) is een voormalig beachvolleyballer uit de Verenigde Staten. Hij nam een keer deel aan de Olympische Spelen.

## Biografie

### Achtergrond
Wong is geboren en getogen in Honolulu in de Amerikaanse staat Hawaï en groeide op met twee broers. Hij ging naar Punahou School waar hij onder meer voor het basketbalteam van de school speelde en waar hij in 1990 zijn diploma behaalde. Tijdens zijn studie economie aan de UCLA in Los Angeles volleybalde hij vervolgens voor het universiteitsteam in de zaal. Met het team won hij in 1993 en 1995 het NCAA-kampioenschap en Wong werd drie keer uitgeroepen tot 'All-American'.

### Carrière

#### 1995 tot en met 2004
Wong begon zijn beachvolleybalcarrière in 1995 toen hij een team vormde met John Anselmo. Het tweetal deed mee aan twee toernooien in de AVP Tour en speelde in Hermosa Beach een wedstrijd in de FIVB World Tour. Het jaar daarop nam hij met verschillende partners deel aan in totaal vijf toernooien in de Amerikaanse competitie. In 1997 partnerde hij achtereenvolgens met Greg Shankle, Dax Holdren, Wayne Seligson en Raúl Papaleo. Wong deed in totaal mee aan 22 toernooien en kwam met Papaleo tot vier vijfde plaatsen (Cape Cod, Sacramento, Minneapolis en Orlando). Het daaropvolgende seizoen was hij met verschillende partners actief op elf toernooien in de binnenlandse competitie. Met Albert Hannemann werd hij tweede in Corpus Christi en vijfde in San Antonio. Internationaal vormde hij een team met Carl Henkel. Het tweetal nam deel aan elf toernooien en behaalde daarbij twee vijfde plaatsen (Berlijn en Marseille) en een zevende plaats (Tenerife). In 1999 speelden ze nog twee wedstrijden samen, waarna Wong van partner wisselde naar Rob Heidger. Het duo speelde tien reguliere wedstrijden in de World Tour en kwam daarbij tot een derde plaats in Toronto, een vierde plaats in Lignano en vijfde plaatsen in Berlijn en Klagenfurt. Daarnaast deden ze mee aan de wereldkampioenschappen in Marseille waar ze als zevende eindigden, nadat ze de tweede wedstrijd verloren van de Canadezen John Child en Mark Heese en in de vijfde ronde van de herkansing werden uitgeschakeld door de Zwitserse broers Martin en Paul Laciga. In de Amerikaanse competitie behaalde Wong verder een overwinning met Heidger in San Diego en een tweede plaats met Henkel in Huntington Beach.
Het jaar daarop namen Wong en Heidger deel aan dertien reguliere toernooien in het mondiale beachvolleybalcircuit. Ze eindigden daarbij als tweede in Rosarito, als vijfde in Lignano en als zevende in Macau. Het duo deed bovendien mee aan de Olympische Spelen in Sydney. Ze verloren de eerste wedstrijd van de Canadezen Jody Holden en Conrad Leinemann, waarna ze zich via de herkansingen voor de eindronde plaatsten. Ze bereikten via een walk-over de kwartfinale die verloren werd van hun landgenoten en latere kampioenen Dain Blanton en Eric Fonoimoana. In 2001 wisselde Wong van partner naar Stein Metzger met wie hij twee en een half seizoen een team zou vormen. Het eerste jaar namen ze deel aan negen reguliere toernooien in de World Tour. Het duo boekte een overwinning in Gstaad, eindigde als derde in Marseille en werd respectievelijk vierde en vijfde in Lignano en Oostende. Ze hadden zich verder als vijfde geplaatst voor de WK in Klagenfurt. Daar verloren ze in de achtste finale van hun landgenoten Todd Rogers en Dax Holdren. Bij de Goodwill Games in Brisbane wonnen Wong en Metzger bovendien de bronzen medaille ten koste van Fonoimoana en Heidger. In de binnenlandse competities namen ze deel aan vier toernooien met twee zeges (Santa Barbara en Manhattan Beach), een tweede (Clearwater) en een derde plaats (Hermosa Beach) als resultaat.
In 2002 waren Wong en Metzger actief op zeven toernooien in de AVP Tour waarbij ze een tweede (Hermosa Beach) en twee derde plaatsen (Huntington Beach en Belmar) behaalden. Internationaal deed het duo eveneens mee aan zeven toernooien. Ze wonnen in Espinho, werden tweede in Fortaleza en eindigden als derde in Gstaad en Montreal. Het jaar erop namen ze deel aan vier binnenlandse toernooien. Daarbij behaalden ze een derde (San Diego) en drie vijfde plaatsen (Fort Lauderdale, Tempe en Hermosa Beach). Op mondiaal niveau speelden ze zes wedstrijden met een tweede plaats bij de Grand Slam van Klagenfurt als beste resultaat. Gedurende het jaar wisselde Wong van partner naar Fonoimoana en datzelfde seizoen speelden de twee nog drie wedstrijden in het nationale circuit met een overwinning in Manhattan Beach als beste resultaat. Op mondiaal niveau deden ze mee aan de Grand Slam van Los Angeles en kwamen ze in actie op de WK in Rio de Janeiro. Daar eindigden ze op een gedeelde negende plaats nadat ze in de achtste finale werden uitgeschakeld door de latere winnaars Ricardo Santos en Emanuel Rego. In 2004 namen Wong en Fonoimoana deel aan negen internationale toernooien waarbij ze tot een vijfde (Lianyungang) en twee negende plaatsen kwamen (Budva en Stavanger). In eigen land speeden ze negen wedstrijden met onder meer een overwinning (Hermosa Beach), een tweede plaats (Las Vegas) en een derde plaats als resultaat (Manhattan Beach). Met Metzger werd hij bovendien derde in Santa Barbara.

#### 2005 tot en met 2011
Het daaropvolgende seizoen partnerde Wong met Dain Blanton. In de AVP Tour behaalden ze twaalf toernooien twee derde plaatsen (Fort Lauderdale en Belmar). In de World Tour kwamen ze bij drie reguliere toernooien tot een vijfde plaats in Klagenfurt. Bij de WK in Berlijn verloren ze hun eerste wedstrijd van het Duitse duo Marvin Polte en Thorsten Schoen, waarna ze in de derde herkansingsronde werden uitgeschakeld door hun landgenoten Todd Rogers en Phil Dalhausser. In 2006 partnerde Wong in de Amerikaanse competitie achtereenvolgens met zijn broer Scott Wong, Hannemann, Larry Witt en Ty Loomis. Hij was in totaal actief op veertien toernooien en behaalde daarbij twee vijfde plaatsen (Atlanta en Brooklyn). Internationaal speelde hij drie wedstrijden met Sean Scott en behaalde hij onder meer een zevende (Vitória) en negende plaats (Klagenfurt). Het jaar daarop vormde hij in eigen land een team met Karch Kiraly; het duo deed mee aan acht toernooien en kwam daarbij tot een tweede plaats in Tampa en een derde plaats in Atlanta. Daarnaast speelde Wong acht AVP-wedstrijden met andere partners en met Holdren behaalde hij onder meer een derde plaats in Louisville. Met Jason Ring deed hij bovendien mee aan de WK in Gstaad, maar kwam daarbij niet voorbij de groepsfase.
Vervolgens vormde Wong twee seizoenen een team met Matt Olson. In 2008 namen ze deel aan zeventien toernooien in de binnenlandse competitie. Ze behaalden daarbij een overwinning (Belmar) en vierde derde plaatsen (Charleston, Louisville, Hermosa Beach en Manhattan Beach). Het jaar daarop waren ze actief op veertien Amerikaanse toernooien. Het duo eindigde als tweede in Manhattan Beach en werd derde in Panama City, San Diego, Huntington Beach, Atlanta en Mason. Internationaal speelden ze een wedstrijd in Sanya. In 2010 partnerde Wong in de AVP Tour met Casey Patterson. Het tweetal deed mee aan zeven toernooien en behaalde daarbij twee derde plaatsen (Huntington Beach en Belmar). In de World Tour boekte hij met Casey Jennings een overwinning in Den Haag en negende plaats op Åland. Het daaropvolgende seizoen namen Wong en Jennings deel aan de WK in Rome. Het duo ging als groepswinnaar door naar de zestiende finale waar de Oostenrijkers Clemens Doppler en Matthias Mellitzer in drie sets te sterk waren. Bij de zes overige FIVB-toernooien eindigden ze eenmaal als vijfde (Klagenfurt) en eenmaal als zevende (Agadir). In Agadir speelde Wong bovendien zijn laatste professionale beachvolleybalwedstrijd.

## Palmares
Kampioenschappen
- 1999: 7e WK
- 2000: 5e OS
- 2001: 9e WK
- 2001:  Goodwill Games
- 2003: 9e WK

FIVB World Tour
- 1999:  Toronto Open
- 2000:  Rosarito Open
- 2001:  Gstaad Open
- 2001:  Grand Slam Marseille
- 2002:  Montreal Open
- 2002:  Espinho Open
- 2002:  Fortaleza Open
- 2003:  Grand Slam Klagenfurt
- 2010:  Den Haag Open